# Угоне II
Угоне II (італ. Ugone II di Arborea;  бл. 1300 — 1336) — юдик (володар) Арборейської юдикату у 1321—1336 роках.

## Життєпис
Походив з династії Серра-Бас. Старший позашлюбний син Маріано III, юдика Арбореї, та його коханки Падулеси де Серра. Народився близько 1300 року. після смерті батька 1321 року успадкував владу. Втім його права оскаржили пізанці, оскільки розраховували використати шлюб його батька з Костанцею ді Монтальчіно для отримання прав на Арборею.

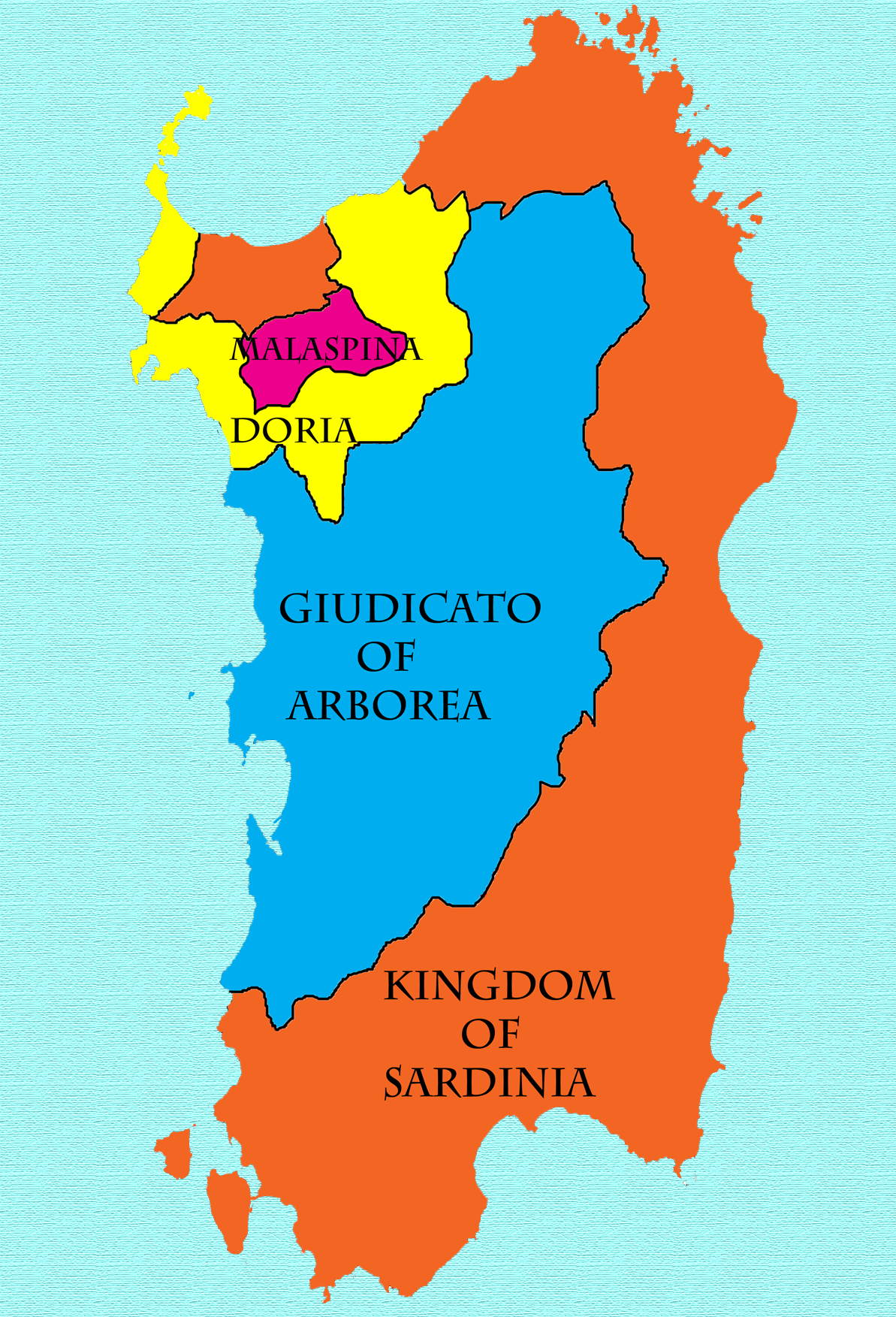
Арборейський юдикат на момент смерті Угоне II

Водночас ситуація ускладнилася через встановлення влади арагонського короля Хайме II в колишньому Галлурському юдикаті (на північному сході Сардинії). 1323 року Угоне II визнав його зверхність, розраховуючи отримати допомогу у протистоянні з Пізою. Натомість зобов'язався щорічно сплачувати арагонському королю 3 тис. золотих флоринів (Авіньйонського угода).
У 1324 році допоміг арагонським загонам відвоювати в пізанців місто Кальярі. Угоне II підтримав дії інфанта Альфонсо Арагонського при облозі Вілья ді К'єзи. Втім не отримав від Арагону збільшення земель як на це юдик Арбореї сподівався.
У 1327 році після смерті Хайме II продовжив залишатися вірним васалом нового арагонського короля Альфонсо IV. Помер від невідомої хвороби у 1336 році. Йому спадкував старший син

## Родина
Дружина — Бенедетта
Діти:
- П'єтро (1314—1347), юдик Арбореї
- Маріано (1319—1375), юдик Арбореї
- Бонавентура (д/н—1375), дружина барона Пере де Херіка
- Франческо (д/н—1342), канонник в Урхелі
- Марія, дружина Вільгельма Гальчера ді Рокаберті
- Джованні (1320—1376), сеньйори Бози і Монтеакуто
- Ніккола (1322—1370), канонник в Леріді

3 бастарди